# Wilaya de M'Sila
La wilaya de M'Sila (en berbère : ⵜⴰⵡⵉⵍⴰⵢⵜ ⵏ ⵉⵎⵙⵉⵍⵏ ; en arabe : ولاية المسيلة) est une wilaya algérienne ayant pour chef-lieu la ville éponyme, située dans le centre du pays.
Wilaya principalement agropastorale, les principales agglomérations sont M'Sila, Bou-Saâda, Sidi Aïssa et Aïn El Melh.

## Géographie
La wilaya de M'Sila a une superficie de 18 175 km2. Elle est limitée par les wilayas de Médéa, Bouira, Bordj-Bou-Arreridj et Sétif au nord, Batna à l'est, Djelfa à l'ouest et Biskra au sud.
Sa population est de 1 029 447 habitants. Sa morphologie et sa position géographique confèrent à cette région un aspect écologique unifié représenté par la prédominance de la steppe qui couvre 1 200 000 ha (soit 63 % de la superficie totale) de la wilaya. La superficie affectée à l'agriculture représente 20 % de la surface totale, consacrées essentiellement à la céréaliculture, à l'arboriculture et au maraîchage.
Il est possible d'obtenir plus de détails sur la géographie de la wilaya sur le Géoportail officiel.
| Médéa  | Bouira           | Bordj-Bou-Arreridj |
| Djelfa | wilaya de M'sila | Sétif              |
| Djelfa | Biskra           | Batna              |

## Tourisme
La wilaya de M'Sila offre de nombreux sites touristiques. Bou-Saâda est sans doute la ville qui retient le plus l'attention des touristes étrangers avec ses dunes, ses palmeraies, sa vieille Médina, le tombeau de Nasreddine Dinet, le vieux Ksar, Le Fort Cavaignac, le moulin Ferrero, le Souk de l'artisanat ou la Zaouia d'El Hamel, lieu des sanctuaires où reposent Mohammed Ben Belgacem, fondateur de la Zaouia Rahmania et sa fille Lalla Zineb.
La Kalâa des Béni Hammad de Hammad ibn Bologhine à Maadid, les ruines romaines de Khoubana et de M'cif ou les gisements de peintures rupestres et les tracés de dessins préhistoriques de Sidi Ameur et de Ben S'Rour. Et aussi avec les petits villages du ksab ou la-bas se situe Sidi Mansour.
Les sources thermales de Belaribi et de Hammam Dhalaa sont renommées pour leurs effets bénéfiques contre les rhumatisme, les maladies gynécologiques et dermiques.
La Wilaya de M’Sila est notamment reconnu pour son savoir faire couturier.

## Organisation de la wilaya

Organisation territoriale de la wilaya.

### Walis
Le poste de wali de la wilaya de M'Sila a été occupé par plusieurs personnalités politiques nationales depuis sa création le 2 juillet 1974 par l'ordonnance no 74-69 qui réorganise le territoire algérien en portant le nombre de wilayas de quinze à trente et une.
| N° | Wali                    | Début              | Fin               |
| -- | ----------------------- | ------------------ | ----------------- |
| 1  | Rachid Aktouf           | 17 septembre 1974  |                   |
| 2  | Mohamed El Ghazi        |                    | 31 août 1978      |
| 3  | Chaâbane Aït Abderrahim | 1er septembre 1978 | 30 novembre 1980  |
| 4  | Noureddine Sahraoui     | 1er décembre 1980  | 13 mai 1984       |
| 5  | Rabah Boubertakh        | 13 mai 1984        | 14 juillet 1987   |
| 6  | Mohamed El Andaloussi   | 14 juillet 1987    | 29 juillet 1990   |
| 7  | Saïd Madjid Ouadi       | 29 juillet 1990    | 21 août 1991      |
| 8  | Abdelkader Zoukh        | 21 août 1991       |                   |
| 9  |                         |                    |                   |
| 10 | Miloud Tahri            |                    | 22 août 1999      |
| 11 | Belkacem Hamdi          | 22 août 1999       | 17 août 2004      |
| 12 | Mohamed Salah Manaâ     | 17 août 2004       | 30 septembre 2010 |
| 13 | Abdellah Benmansour     | 30 septembre 2010  | 22 juillet 2015   |
| 14 | Mohamed Bousmaha        | 22 juillet 2015    | Octobre 2016      |
| 15 | Hadj Mokdad             | Octobre 2016       | Janvier 2019      |
| 16 | Brahim Ouchene          | Janvier 2019       | 17 septembre 2019 |
| 17 | Cheikh Laardja          | 17 septembre 2019  | 31 août 2020      |
| 18 | Abdelkader Djellaoui    | 31 août 2020       | 6 septembre 2023  |
| 19 | Nedjmeddine Tiar        | 6 septembre 2023   | en cours          |

### Daïras
La wilaya de M'Sila compte 15 daïras :

### Communes
La wilaya de M'Sila compte 47 communes :

## Barrage vert
Cette wilaya a été comprise dans la ceinture forestière du barrage vert initié en 1970.

## Ressources hydriques

### Barrages
Cette wilaya comprend les barrages suivants:
- Barrage de Soubella[12].
- Barrage du Ksob[13].
- Barrage de M’djedel[14].
- Barrage de Koudiat Benaïda.
- Barrage de M’cif.

Ces barrages font partie des 65 barrages opérationnels en Algérie alors que 30 autres sont en cours de réalisation en 2015.

## Religion

### Mosquées

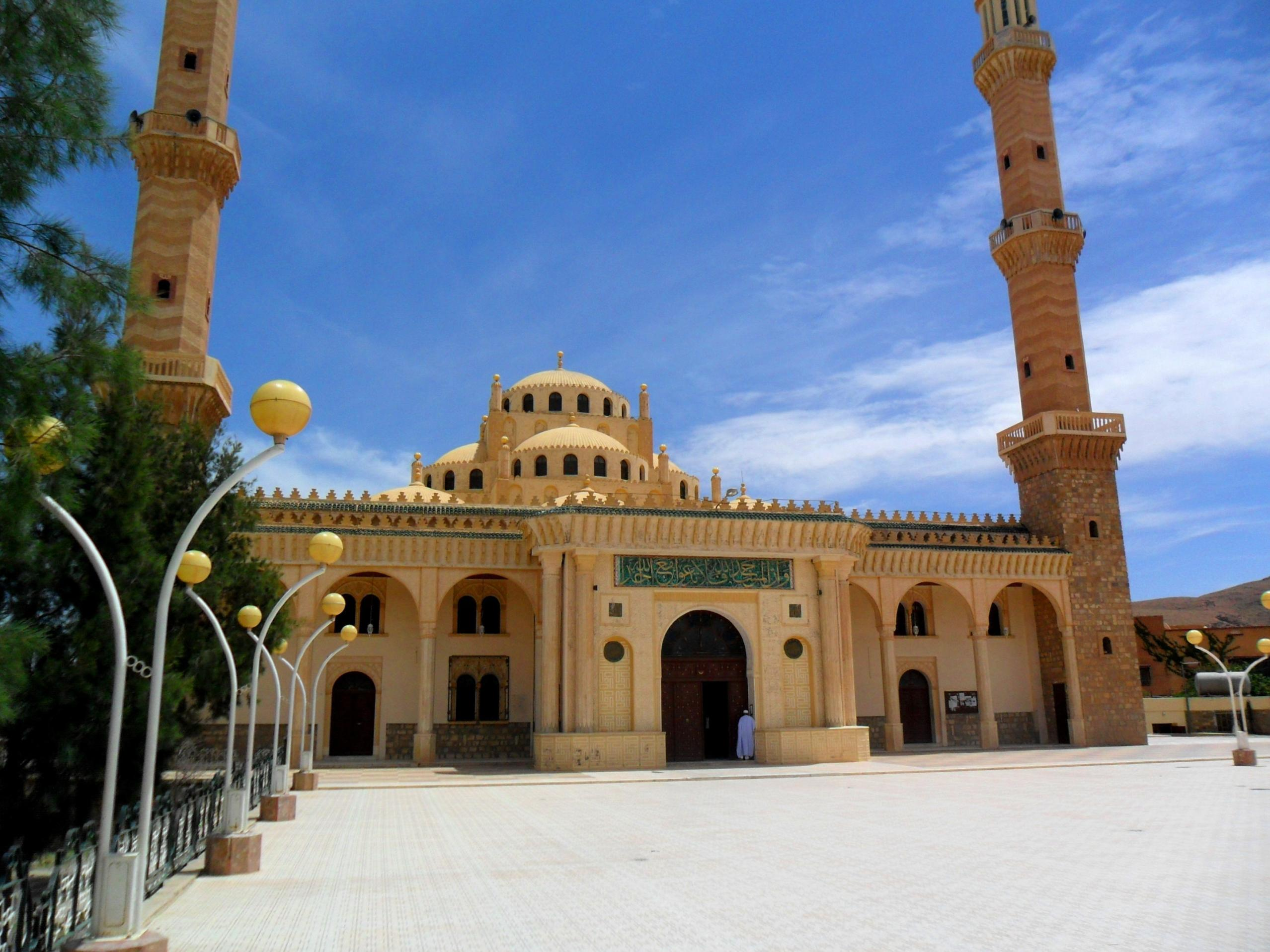
Mosquée Mohamed Bachir El Ibrahimi.

La wilaya de M'Sila abrite des dizaines de mosquées réparties dans ses communes.
Ces mosquées sont administrées par la Direction des affaires religieuses et des wakfs de Boumerdès sous la tutelle du Ministère des Affaires religieuses et des Wakfs.
- Mosquée Mohamed Bachir El Ibrahimi
- Mosquée En Nasr
- Mosquée En Nour

### Zaouïas

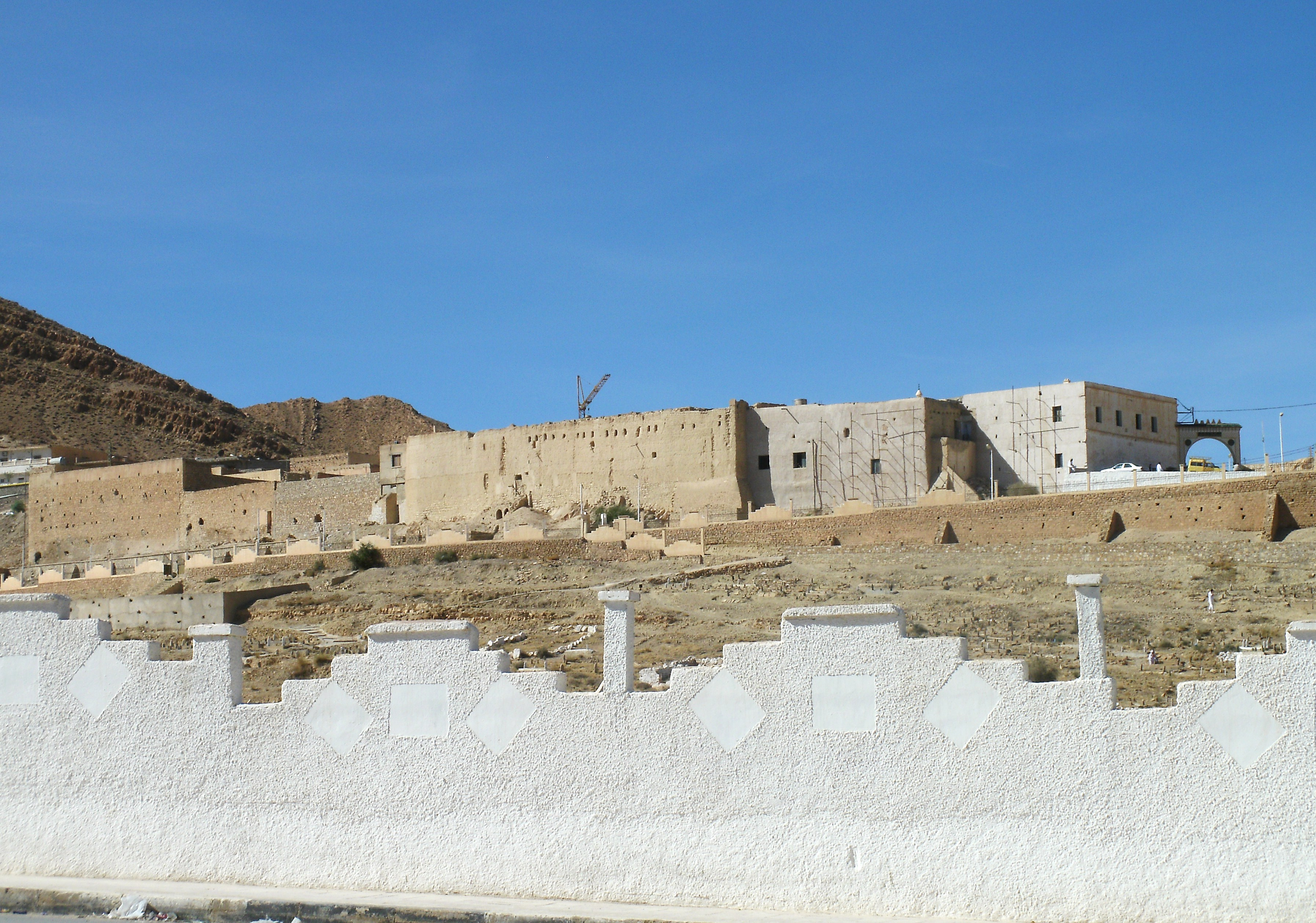
Zaouïa d'El Hamel.

- Zaouïa d'El Hamel

## Santé
- Hôpital de M'Sila.
- Hôpital de Boussaada.
- Hôpital de Sidi Aïssa.
- Hôpital de Aïn El Maleh.

## Université
L'université de M'Sila est composée de sept facultés et de deux instituts[réf. souhaitée] :
- Faculté des sciences.
- Faculté des mathématiques et d’informatique.
- Faculté de technologie.
- Faculté des sciences économiques et de gestion.
- Faculté des lettres et des langues.
- Faculté de droit et des sciences politiques.
- Faculté des sciences humaines et sociales.
- Institut de Gestion des Techniques Urbaines (GTU).
- Institut des STAPS.